# جونن
جونن (به هلندی: Junne) یک منطقهٔ مسکونی در هلند است که در اومن واقع شده‌است. جونن ۹۴ نفر جمعیت دارد.